# گیلم بوژا
گیلم بوژا (انگلیسی: Guillem Bauzà؛ زادهٔ ۲۵ اکتبر ۱۹۸۴) بازیکن فوتبال اهل اسپانیا است.
از باشگاه‌هایی که در آن بازی کرده‌است می‌توان به باشگاه فوتبال سوانزی سیتی، باشگاه فوتبال اکستر سیتی، باشگاه فوتبال مرثر تاون، باشگاه فوتبال نورث‌همپتون تاون، و باشگاه فوتبال هرفورد یونایتد اشاره کرد.
وی همچنین در تیم‌های ملی فوتبال زیر ۱۶ سال اسپانیا، زیر ۱۷ سال اسپانیا، و زیر ۱۹ سال اسپانیا بازی کرده‌است.